# Taboo Tattoo
Taboo Tatoo (タブー・タトゥー) est un manga écrit et dessiné par Shinjirō. Il est pré-publié depuis novembre 2009 dans le magazine Comic Alive, et publié en volumes reliés par Media Factory. La version française est publiée par Doki-Doki. Une adaptation en anime par le studio J.C. Staff est diffusée entre juillet et septembre 2016 sur AT-X au Japon et en simulcast sur Crunchyroll dans les pays francophones,.

## Histoire
Seigi est un collégien passé maître en arts martiaux et qui a pour volonté de protéger les plus faibles que lui. Après avoir défendu un sans abris contre des punks, celui-ci le récompensa en lui donnant un étrange tatouage sur la main. Il découvrira plus tard que le tatouage en question est une arme secrète au centre d'une course à l'armement entre les États-Unis et le royaume de Serinistan.

## Manga

### Liste des volumes
| no | Japonais          | Japonais          | Français          | Français          |
| no | Date de sortie    | ISBN              | Date de sortie    | ISBN              |
| -- | ----------------- | ----------------- | ----------------- | ----------------- |
| 1  | 23 février 2010   | 978-4-04066-534-4 | 11 mai 2011       | 978-2-81890-584-5 |
| 2  | 23 août 2010      | 978-4-04066-535-1 | 6 juillet 2011    | 978-2-81890-605-7 |
| 3  | 23 février 2011   | 978-4-04066-536-8 | 14 septembre 2011 | 978-2-81890-706-1 |
| 4  | 22 septembre 2011 | 978-4-04066-537-5 | 23 mai 2012       | 978-2-81890-824-2 |
| 5  | 23 mai 2012       | 978-4-04066-538-2 | 28 novembre 2012  | 978-2-81892-010-7 |
| 6  | 23 février 2013   | 978-4-04066-539-9 | 11 septembre 2013 | 978-2-81892-419-8 |
| 7  | 23 octobre 2013   | 978-4-04067-854-2 | 3 décembre 2014   | 978-2-81892-671-0 |
| 8  | 23 juin 2014      | 978-4-04066-586-3 | 7 octobre 2015    | 978-2-81893-436-4 |
| 9  | 23 janvier 2015   | 978-4-04067-242-7 | 3 février 2016    | 978-2-81893-524-8 |
| 10 | 23 juin 2015      | 978-4-04067-537-4 | 7 septembre 2016  | 978-2-81894-012-9 |
| 11 | 23 mars 2016      | 978-4-04068-204-4 | 1er février 2017  | 978-2-81894-090-7 |
| 12 | 23 septembre 2016 | 978-4-04068-544-1 | 3 mai 2017        | 978-2-81894-161-4 |
| 13 | 23 août 2017      | 978-4-04069-197-8 | 7 février 2018    | 978-2-81894-423-3 |

## Anime

### Liste des épisodes
| No | Titre français                  | Titre japonais | Titre japonais | Date de 1re diffusion |
| No | Titre français                  | Kanji          | Rōmaji         | Date de 1re diffusion |
| -- | ------------------------------- | -------------- | -------------- | --------------------- |
| 1  | Glyphe                          | 呪紋           | Jumon          | 4 juillet 2016        |
| 2  | Raid                            | 急襲           | Kyūshū         | 11 juillet 2016       |
| 3  | Un malheur n'arrive jamais seul | 同病相憐       | Dōbyōsōren     | 18 juillet 2016       |
| 4  | Distance                        | 距離           | Kyori          | 25 juillet 2016       |
| 5  | Sauvetage                       | 奪還           | Dakkan         | 1er août 2016         |
| 6  | Retrouvailles                   | 再会           | Saikai         | 8 août 2016           |
| 7  | Tempête                         | 嵐             | Arashi         | 15 août 2016          |
| 8  | Le Créateur                     | 創造者         | Sōzō-sha       | 22 août 2016          |
| 9  | Le Passé                        | 過去           | Kako           | 29 août 2016          |
| 10 | Défi                            | 挑戦状         | Chōsen-jō      | 5 septembre 2016      |
| 11 | Dans le creux de la main        | 掌上           | Shōjō          | 12 septembre 2016     |
| 12 | Combat final                    | 決戦           | Kessen         | 19 septembre 2016     |